# 一阶偏微分方程
一阶偏微分方程是只和未知數的一階導數有關的偏微分方程，其型式如下
{\displaystyle F(x_{1},\ldots ,x_{n},u,u_{x_{1}},\ldots u_{x_{n}})=0.\,}
以下的應用會用到一阶偏微分方程：建構双曲型偏微分方程的特徵曲面、变分法、一些幾何問題，以及一些解有用到特征线法的氣體動力學簡單模型。若可以找到一阶偏微分方程的解族，可以透過建立解族的包絡線來找到其他的解。

## 通解及全積分
一阶偏微分方程的通解是指其中包括待定常數的解。若一阶偏微分方程中的待定常數和自變數一樣多，此解則稱為全積分（complete integral）。以下有n個參數的解族
{\displaystyle u=\phi (x_{1},x_{2},\dots ,x_{n},a_{1},a_{2},\dots ,a_{n})}
若滿足{\displaystyle {\text{det}}|\phi _{x_{i}a_{j}}|\neq 0}的條件，即為全積分。

## 波方程的特徵曲面
波方程本身是二階偏微分方程，而其特徵曲面為滿足以下方程的等值曲面
{\displaystyle u_{t}^{2}=c^{2}\left(u_{x}^{2}+u_{y}^{2}+u_{z}^{2}\right).\,}
若令{\displaystyle u_{t}=1}，對一般性的影響不大，此時u滿足
{\displaystyle u_{x}^{2}+u_{y}^{2}+u_{z}^{2}={\frac {1}{c^{2}}}.\,}
用方量的表示方式，令
{\displaystyle {\vec {x}}=(x,y,z)\quad {\hbox{and}}\quad {\vec {p}}=(u_{x},u_{y},u_{z}).\,}
解族的特徵曲面可以表示為 
{\displaystyle u({\vec {x}})={\vec {p}}\cdot ({\vec {x}}-{\vec {x_{0}}}),\,}
其中
{\displaystyle |{\vec {p}}\,|={\frac {1}{c}},\quad {\text{and}}\quad {\vec {x_{0}}}\quad {\text{is arbitrary}}.\,}
若x和x0不變，此解的包絡線可以由找到半徑1/c圓球上的點，且u值為定值的點來求得。若{\displaystyle {\vec {p}}}平行{\displaystyle {\vec {x}}-{\vec {x_{0}}}}，此條件會成立。因此，包絡線為
{\displaystyle u({\vec {x}})=\pm {\frac {1}{c}}|{\vec {x}}-{\vec {x_{0}}}\,|.}
這個解對應一個半徑會以速度c膨脹或是收縮的圓球。這也是在時空下的光錐。
此方程的初值問題會包括給定t=0 時，u=0 的等值曲面S。這可以由找到所有中心在S上，半徑以速度c膨脹或是收縮的圓球包絡面來求得。包絡面可以由下式求得
{\displaystyle {\frac {1}{c}}|{\vec {x}}-{\vec {x_{0}}}\,|\quad {\hbox{is stationary for}}\quad {\vec {x_{0}}}\in S.\,}
若{\displaystyle |{\vec {x}}-{\vec {x_{0}}}\,|}和S垂直，上式就會成立，因此包絡線對應和S垂直，速度為c的運動，這也就是Huygens波前建立法：S上的每一點在t=0時發射一個球狀波，較晚時間t的波前就是這些球狀波的包絡線。S的法向量即為光線。

## 外部連結
- The Method of Characteristics with applications to Conservation Laws（页面存档备份，存于）

## 相關書目
- R. Courant]and D. Hilbert, Methods of Mathematical Physics, Vol II, Wiley (Interscience), New York, 1962.
- L.C. Evans, Partial Differential Equations, American Mathematical Society, Providence, 1998. ISBN 0-8218-0772-2
- A. D. Polyanin, V. F. Zaitsev, and A. Moussiaux, Handbook of First Order Partial Differential Equations, Taylor & Francis, London, 2002. ISBN 0-415-27267-X
- A. D. Polyanin, Handbook of Linear Partial Differential Equations for Engineers and Scientists, Chapman & Hall/CRC Press, Boca Raton, 2002. ISBN 1-58488-299-9
- Sarra, Scott The Method of Characteristics with applications to Conservation Laws,  Journal of Online Mathematics and its Applications, 2003.